# Leptopterix turatii
Leptopterix turatii is een vlinder uit de familie zakjesdragers (Psychidae). De wetenschappelijke naam van deze soort is voor het eerst geldig gepubliceerd in 1936 door Hartig.
De soort komt voor in Europa.